# ハンケル行列
ハンケル行列（ハンケルぎょうれつ、英: Hankel matrix）とは、通常の対角成分とは垂直方向つまり左下から右上方向(↗)の対角線と平行となる行列成分がすべて等しくなっている正方行列のことをいう。 名称はヘルマン・ハンケルに由来する。

## 構成
n×nのハンケル行列の行列要素 mj,kは、数列 {ai } (i=0,...,2n) に対して次式で決まる。
mj,k = aj+k-2
ただし、1≦j≦n, 1≦k≦n 
{\displaystyle {\begin{bmatrix}a_{0}&a_{1}&{\color {Blue}a_{2}}&a_{3}&&\cdots &&a_{n-1}&{\color {Brown}a_{n}}\\a_{1}&{\color {Blue}a_{2}}&a_{3}&&\cdots &&a_{n-1}&{\color {Brown}a_{n}}&a_{n+1}\\{\color {Blue}a_{2}}&a_{3}&&\ddots &&a_{n-1}&{\color {Brown}a_{n}}&a_{n+1}&\\a_{3}&&\ddots &&&{\color {Brown}a_{n}}&a_{n+1}&&\vdots \\&\vdots &&&{\color {Brown}a_{n}}&a_{n+1}&&\vdots &\\\vdots &&a_{n-1}&{\color {Brown}a_{n}}&a_{n+1}&&\ddots &&a_{2n-3}\\&a_{n-1}&{\color {Brown}a_{n}}&a_{n+1}&&\ddots &&a_{2n-3}&{\color {OliveGreen}a_{2n-2}}\\a_{n-1}&{\color {Brown}a_{n}}&a_{n+1}&&\cdots &&a_{2n-3}&{\color {OliveGreen}a_{2n-2}}&a_{2n-1}\\{\color {Brown}a_{n}}&a_{n+1}&&\cdots &&a_{2n-3}&{\color {OliveGreen}a_{2n-2}}&a_{2n-1}&a_{2n}\\\end{bmatrix}}}

## 例
例としては以下のようになる：
{\displaystyle {\begin{bmatrix}a&b&c&d&e\\b&c&d&e&f\\c&d&e&f&g\\d&e&f&g&h\\e&f&g&h&i\\\end{bmatrix}}}

ハンケル行列は テプリッツ行列（ハンケル行列が上下逆になったもの）と関係している。 ハンケル行列の特別な場合にはヒルベルト行列がある。